# Edoardo Bruno
Edoardo Bruno, né le 11 septembre 1928 à Rome (Latium) et mort le 16 septembre 2020 dans la même ville, est un auteur, journaliste, critique de cinéma, patron de presse, réalisateur et scénariste italien.

## Biographie
De 1950 à sa mort, il a été rédacteur en chef de la revue Filmcritica (it), fondée à Rome avec la contribution d'Umberto Barbaro, Galvano della Volpe (it), Roberto Rossellini et Giuseppe Turroni. À l'aide de cette revue, il provoque un débat sur la culture cinématographique en Italie. Après avoir obtenu sa licence de droit à Rome avec Arturo Carlo Jemolo, grâce à une thèse consacrée au rapport entre l'État et l'Église, il fréquente également la faculté de lettres et de philosophie, où il rencontre le poète Giuseppe Ungaretti, le philosophe Galvano della Volpe, le spécialiste du cinéma Umberto Barbaro et le réalisateur Roberto Rossellini. Devenu journaliste, encouragé par son professeur de lycée, l'anthropologue Ernesto De Martino, Bruno commence à écrire pour des magazines de cinéma vers 1948-1949. Au début des années 1950, il contribue à la troisième page d'Avanti! en tant que critique de films de théâtre. Sa rencontre, au Festival de Cannes, avec le critique de cinéma André Bazin l'aide à devenir un critique de cinéma à part entière. Il a également travaillé pour la Rai, au début des années 1960, en tant que professeur d'histoire du théâtre et du spectacle aux universités de Palerme et de Salerne, puis il est devenu professeur d'histoire et de critique cinématographiques à l'université de Rome et d'histoire du cinéma à Florence.
À partir des années 1980, avec son association Filmcritica, il anime des initiatives culturelles, comme le premio Umberto Barbaro pour un livre de cinéma et le Premio Campidoglio - Maestri del cinema. Il a travaillé à la Mostra de Venise, au cours de laquelle il a organisé plusieurs rétrospectives (René Clair, Luis Buñuel, Jean Cocteau). Dans les années 1990, il a commencé à travailler sur la philosophie. Il a également remporté le prix Vittorio De Sica.

## Publications
- Tendenze del cinema contemporaneo (Rome 1965)
- Film altro reale (Rome 1978)[3],
- Il senso in più (Rome 1981)
- Film come esperienza (Rome 1986)[4]
- Dentro la stanza (Rome 1990)
- Pranzo alle otto (Milan 1994)
- Antologia del pensiero critico (Rome 1997)
- Il pensiero che muove (Rome 1998)
- Espressione e ragione in Stroheim (Testo & Immagine 2000)
- Del gusto (Rome 2001)
- L'occhio, probabilmente. Un percorso poetico-politico (Manifestolibri 2016)

## Filmographie
- 1969 : La sua giornata di gloria (réalisation)
- 1999 : Mon voyage en Italie (Il mio viaggio in Italia), documentaire de Martin Scorsese (remerciements adressés à Edoardo Bruno au générique)